# ويليام إل. براندون
ويليام إل. براندون (بالإنجليزية: William L. Brandon)‏ هو طبيب وسياسي أمريكي، ولد في 1801 في مقاطعة آدامز في الولايات المتحدة، وتوفي في 8 أكتوبر 1890 في مقاطعة ويلكنسون في الولايات المتحدة.